# Enza Fragola
Enza Fragola est une drag queen française à moustache et une drag genderfuck.

## Biographie
Son prénom, Enza, est un surnom d'enfance. Son nom, Fragola, vient des fraises de son jardin partagé.
Elle se définit comme une drag queen à moustache et une drag genderfuck, c'est-à-dire qui vise à se placer « à côté de ce spectre de binarité ». Elle crée ses costumes et perruques elle-même, à partir de ses propres compétences et sans chercher à reproduire d'autres costumes. Son drag lui permet de créer des personnages de contes d'enfance. Elle produit des vidéos sur le drag.
Elle s'installe à Paris en 2012 et commence à fréquenter la scène queer. Elle découvre alors la House of Moda, lieu drag d'importance. Elle commence à faire du drag et se rend à Amsterdam pour y découvrir la scène drag. 
Elle participe au Dragathon en 2014. En 2015, elle crée l'Extravaganza, une soirée avec des scènes ouvertes pour les drags queens de Paris. Elle crée Maison Chéri.e en 2016, une drag house comptant à l'origine Cookie Kunty et Ryûq Qiddo. En 2017, elle participe au Superball, un concours européen de drag queens.
En 2019, la House of Moda lui rend hommage.

## Engagement politique
Enza Fragola commence le drag en réaction à la Manif pour tous. Elle considère le drag comme une manière de se révolter.
Elle est à l'initiative, avec Emily Tante et Minima Gesté, du Sidragtion, une récolte de fonds dans les rues de Paris et d'autres villes de France à destination du Sidaction.
Elle organise des ateliers de lecture drag, qui sont des lectures de contes pour enfants par des drag queens et drag kings. Elle se rend dans des bibliothèques dans le cadre de la lutte contre les discriminations. Ces lectures, dans la lignée des lectures drag, sont « inclusives » et « déconstruites au niveau du genre ».